# Mankells Wallander: Ein Toter aus Afrika
Ein Toter aus Afrika (schwedisch: Afrikanen) ist ein schwedischer Fernsehfilm aus dem Jahr 2005.
Es handelt sich um die fünfte Folge der ersten Staffel, also die insgesamt fünfte Folge der schwedischen Kriminalserie Mankells Wallander mit Krister Henriksson in der Hauptrolle. Die Erstausstrahlung in Schweden erfolgte am 16. November 2005 auf TV4; die deutschsprachige Erstausstrahlung erfolgte am 23. Dezember 2006 auf Das Erste.

## Handlung
In Polen wird in einem Güterzug aus Ystad die Leiche eines erschossenen Mannes gefunden. Bei dem Toten handelt es sich um einen Farbigen; dem ersten Anschein nach hat er Suizid mit einem Revolver begangen.
Währenddessen ist die Polizei von Ystad mit den Sicherheitsvorkehrungen für einen Wahlkampfauftritt des sozialdemokratischen Politikers Kenneth Nilsson beschäftigt. In dem Hotel, in dem der Auftritt stattfinden soll, befinden sich Gepäckstücke, die ein Gast, ein Farbiger, hier zuvor vergessen hat. Linda reagiert eifersüchtig, als sich die Ansprechpartnerin der Polizei im Hotel als eine von Stefans Frauenbekanntschaften herausstellt. Laut den Ausweispapieren im Koffer handelt es sich um Beye, einen Mann aus Liberia. Laut Gerichtsmedizin ist der Kofferbesitzer identisch mit dem Toten aus dem Güterzug; ein Suizid kann ausgeschlossen werden.
Wallander, der gerade Urlaub hat, sucht in der Zwischenzeit nach einem neuen Haus. Er besichtigt das Haus von Kenneth Nilsson, der es verkaufen will; es stellt sich heraus, dass beide sich von früher kennen.
Auf Grund der Spuren am Tatort geht Nyberg von einem Schusswechsel aus. Da meldet sich ein geistig verwirrter Zeuge namens Arvid mit Hund und gibt an, am Güterbahnhof den Farbigen getroffen zu haben, weil er ihm eine Waffe abkaufen wollte, und gibt an, dass er ihn ermordet hat. Wallander lässt den Mann festnehmen und nimmt seinen Hund Sammy auf. Arvid ist Rassist und war schon mal in der Psychiatrie, weil er seine Mutter ermordet hat; außerdem passt sein Blut zu den Spuren am Tatort.
Da erfährt Wallander, dass das Reichskriminalamt einen Beamten namens Farzan Keyhan schicken will, der den Fall übernehmen soll. Spuren führen das Ermittlerteam zu einem Afrikaner namens Diao, der seit dem Mord verschwunden ist. In einer Mailbox-Nachricht spricht Diao von einem „schwitzenden Mann“. Der eine Koffer aus dem Hotel stammt von Diao, der andere von dem Toten. Wie Wallander erfährt, wird Feyhan immer dann eingesetzt, wenn höhere Polizeikreise ein Interesse am Ausgang der Ermittlungen haben.
Es kommt heraus, dass Diao ein Verhältnis mit einer verheirateten Frau namens Mia hatte; beide hatten sich in einem Afro-Tanzkurs kennengelernt. Ihr Mann Lasse ist verzweifelt, seitdem er die Affäre seiner schwangeren Frau mitgekriegt hat. In der Zwischenzeit befragt Wallander Mia, wobei aber nicht Spektakuläres rauskommt. Es häufen sich die Indizien, dass Arvid unschuldig sein muss; so hat er Angst im Dunkeln, während es am Bahnhof zur Tatzeit dunkel ist. Währenddessen lässt Feyhan Lasse verhaften; Arvid wird freigelassen. Diao befindet sich bei Mia.
Linda bittet Wallander, bei ihm übernachten zu dürfen. Im Internet finden sie heraus, dass es in Liberia in den 1980ern eine Bergbaugesellschaft gab, die von Kenneth Nilsson betrieben wurde. Das Logo der Bergbaufirma findet sich auch auf einem Auto auf einem Foto aus dem Gepäck des Toten, auf dem dieser abgebildet ist. Während Feyhan nach Lasses Verhaftung den Fall als gelöst ansieht, will Wallander ohne ihn weiter ermitteln. Martinsson erzählt Wallander, dass ein Zeuge ausgesagt hat, bei einem kürzlichen Wahlkampfauftritt von Nilsson einen Schwarzen gesehen zu haben. Obwohl Martinsson sicher ist, die Zeugenaussage im Computer eingetragen zu haben, ist der Eintrag aus dem Computer verschwunden. Wallander bittet Stefan, sich in der Hütte umzusehen, in der Mia während ihrer Affäre gewohnt hat; Lasse hatte ausgesagt, er hätte Mia und Diao gemeinsam gesehen. In der Hütte ist das einzig Ungewöhnliche, was Stefan findet, eine Tüte des Kaufhauses Harrods.
Da erzählt Nilsson Wallander, dass er in der Vergangenheit getrunken hat und mit Beyes Mutter zusammen war. Nach einem Streit hat er Beyes Mutter umgebracht. Eines Tages tauchten Beye und Diao auf und haben Nilsson um Geld erpresst; mit dem Mord hätten er und seine Frau allerdings nichts zu tun. Diese erzählt wiederum, sie hätte den Brüdern das Geld mitten in der Nacht auf dem Bahnhof in einer Tüte von Harrods bezahlt. Als die Polizei nach Diao schauen will, nimmt dieser Stefan als Geisel, wird jedoch überwältigt und verhaftet; Lasse wird freigelassen. Mias Aussage nach hat Diao Beye umgebracht, weil dieser zu wenig von dem Geld abgegeben hat, und sie hätte geholfen, die Leiche wegzuschaffen. Kenneth Nilsson zieht sich aus dem Wahlkampf zurück.

## Kritiken
„Sozialkritischer (Fernseh-)Kriminalfilm in Anlehnung an die Erfolgsromane von Henning Mankell, der mit vielen Wendungen eine Geschichte um Schuld und Sühne erzählt. - Ab 14.“